# Test rapide antigénique
 (mai 2021).
Sa qualité peut être largement améliorée en utilisant un vocabulaire plus directement compréhensible.
 (mai 2021).
La mise en forme du texte ne suit pas les recommandations de Wikipédia : il faut le « wikifier ».
Les points d'amélioration suivants sont les cas les plus fréquents. Le détail des points à revoir est peut-être précisé sur la page de discussion.
- Les titres sont pré-formatés par le logiciel. Ils ne sont ni en capitales, ni en gras.
- Le texte ne doit pas être écrit en capitales (les noms de famille non plus), ni en gras, ni en italique, ni en « petit »…
- Le gras n'est utilisé que pour surligner le titre de l'article dans l'introduction, une seule fois.
- L'italique est rarement utilisé : mots en langue étrangère, titres d'œuvres, noms de bateaux, etc.
- Les citations ne sont pas en italique mais en corps de texte normal. Elles sont entourées par des guillemets français : « et ».
- Les listes à puces sont à éviter, des paragraphes rédigés étant largement préférés. Les tableaux sont à réserver à la présentation de données structurées (résultats, etc.).
- Les appels de note de bas de page (petits chiffres en exposant, introduits par l'outil «  Source ») sont à placer entre la fin de phrase et le point final[comme ça].
- Les liens internes (vers d'autres articles de Wikipédia) sont à choisir avec parcimonie. Créez des liens vers des articles approfondissant le sujet. Les termes génériques sans rapport avec le sujet sont à éviter, ainsi que les répétitions de liens vers un même terme.
- Les liens externes sont à placer uniquement dans une section « Liens externes », à la fin de l'article. Ces liens sont à choisir avec parcimonie suivant les règles définies. Si un lien sert de source à l'article, son insertion dans le texte est à faire par les notes de bas de page.
- La présentation des références doit suivre les conventions bibliographiques. Il est recommandé d'utiliser les modèles {{Ouvrage}}, {{Chapitre}}, {{Article}}, {{Lien web}} et/ou {{Bibliographie}}. Le mode d'édition visuel peut mettre en forme automatiquement les références.
- Insérer une infobox (cadre d'informations à droite) n'est pas obligatoire pour parachever la mise en page.

Pour une aide détaillée, merci de consulter Aide:Wikification.
Si vous pensez que ces points ont été résolus, vous pouvez retirer ce bandeau et améliorer la mise en forme d'un autre article.

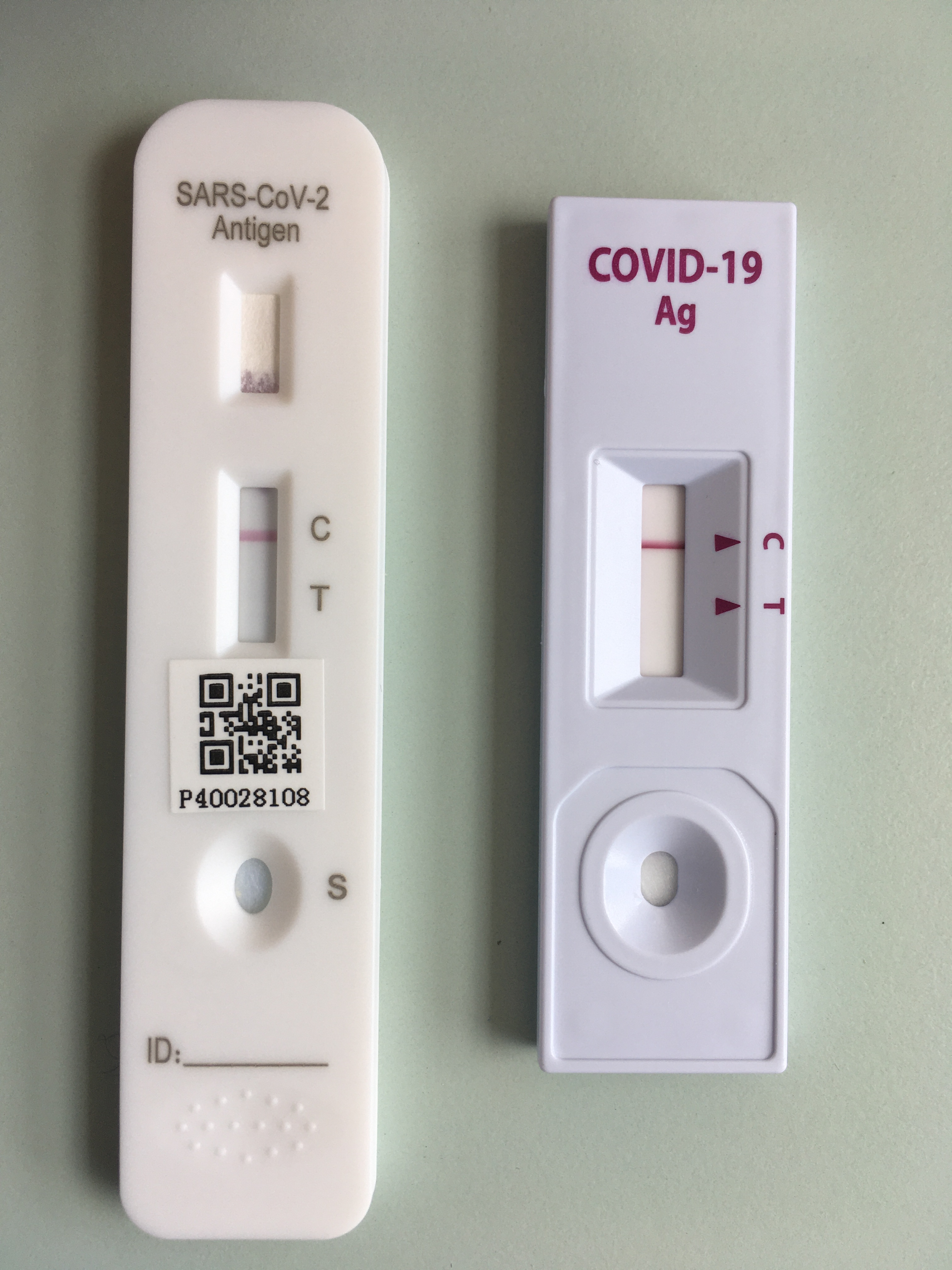
Tests rapides SARS-CoV-2. Tests de détection des antigènes viraux par flux latéral

Un test rapide antigénique (TRA), ou test rapide, est un test de diagnostic rapide adapté aux tests sur le lieu de soins qui détecte directement la présence ou l'absence d'un antigène. Il est couramment utilisé pour la détection du SARS-CoV-2, le virus à l'origine de la Covid-19. Les tests rapides sont un type de tests à flux latéral qui détectent les protéines, ce qui les distingue des autres tests médicaux qui détectent les anticorps (tests d'anticorps) ou l'acide nucléique (tests d'acide nucléique), de type laboratoire ou « point-of-care »[pas clair]. Les tests rapides donnent généralement un résultat en 5 à 30 minutes, ne nécessitent qu'une formation ou une infrastructure minimale et présentent des avantages considérables en termes de coûts.

## Utilisations
Parmi les exemples courants de tests rapides antigéniques, citons :
- Tests rapides liés au test Covid-19 : test diagnostique du SARS-CoV-2 ;
- Tests rapides de dépistage du streptocoque (pour les antigènes streptococciques)[1] ;
- Tests de diagnostic rapide de la grippe (RIDT) (pour les antigènes du virus de la grippe) ;
- Tests de détection des antigènes du paludisme (pour les antigènes du Plasmodium).

### Tests rapides de détection d'antigènes Covid-19
Les tests rapides de détection de l'antigène Covid-19 constituent l'une des applications les plus utiles de ces tests. Souvent appelés tests à flux latéral, ils ont apporté plusieurs avantages aux gouvernements mondiaux. Ils sont rapides à mettre en œuvre avec une formation minimale, offrent des avantages significatifs en termes de coûts, coûtant une fraction des formes existantes de tests PCR, et donnent aux utilisateurs un résultat en 5 à 30 minutes. Les tests antigéniques rapides ont trouvé leur meilleure utilisation dans le cadre de tests de masse ou d'approches de dépistage à l'échelle de la population car ils permettent d'identifier les individus les plus infectieux et susceptibles de transmettre le virus à un grand nombre d'autres personnes. Ils se différencient en cela des autres formes de tests de détection de la Covid-19, telles que la PCR, qui sont généralement considérées comme utiles pour les individus.

### Tests rapides de détection d'antigènes dans l'espace économique européen
Dans l'union européenne et l'espace économique européen, 84 millions de tests antigéniques ont donné lieu à un certificat covid numérique, contre  60 millions pour le test nucleic acid amplification.
Les 591 millions de certificats cumulent 437 millions de certificats vaccinaux, 84 millions de tests antigéniques, 60 millions de tests
nucleic acid amplification et 10 millions de certificats de guérisons.
Pour la France, il s'agit de 38 millions de certificats rapid antigen test contre 24 millions de certificats nucleic acid amplification test.
Pour l'Autriche, il s'agit de 20 millions de certificats rapid antigen test contre 10 millions de certificats nucleic acid amplification test.
Pour l'Italie, il s'agit de 15 millions de certificats rapid antigen test contre 7 millions de certificats nucleic acid amplification test.

## Base scientifique et biologie sous-jacente
Les tests d'antigènes et d'anticorps sont souvent des immunodosages (IA) d'un type ou d'un autre, tels que les IA à bandelette ou les immunodosages par fluorescence, mais le TRA est un test immunochromatographique qui donne des résultats visibles à l'œil nu. Il est considéré comme qualitatif, mais une personne expérimentée dans la pratique de ce test peut facilement quantifier les résultats. S'agissant d'un test de dépistage, la sensibilité et la spécificité du test étant relativement faibles, les résultats doivent être évalués sur la base de tests de confirmation tels que la PCR ou le western blot.
L'un des avantages d'un test d'antigène par rapport à un test d'anticorps (comme les tests rapides de détection des anticorps du VIH) est que le système immunitaire peut mettre du temps à développer des anticorps après le début de l'infection, alors que l'antigène étranger est présent immédiatement. Bien que tout test de diagnostic puisse présenter des faux négatifs, cette période de latence peut ouvrir une voie particulièrement large aux faux négatifs dans les tests d'anticorps, bien que les détails dépendent de la maladie et du test concernés.
La fabrication d'un test rapide de détection d'antigène coûte généralement environ 5 dollars américains[réf. nécessaire].

## Tarification
En France, lorsqu'ils ne sont pas remboursés par la Sécurité sociale, les tests antigéniques, réalisés en pharmacie, par un professionnel de santé ou dans un laboratoire, ont un tarif compris entre 22,02 € (en laboratoire de biologie médicale) et 45,11 euros chez un médecin.
À La Réunion, le tarif des tests est de 27,16 euros en semaine, et de 32,16 euros le dimanche.